# Démographie des Tuvalu
Cet article contient des statistiques sur la démographie des Tuvalu, un petit pays d'Océanie composé de neuf atolls.
Il fait partie des États indépendants les moins peuplés du monde (seuls Nauru, Niue et le Vatican sont moins peuplés que lui). En 2015, la population des Tuvalu est estimée à 10 869 habitants. Près de 4 000 d'entre eux vivent à Funafuti, la capitale du pays. Le rythme de croissance démographique des Tuvalu est positif. Ceci est avant tout dû au solde naturel, car le solde migratoire est négatif. En effet, beaucoup de Tuvaluans quittent l'archipel, notamment à cause des ressources naturelles quasi inexistantes, mais également à cause[réf. nécessaire] de la montée des eaux qui fait diminuer la surface des îles (certains[réf. nécessaire] scientifiques pensent[réf. nécessaire] que les Tuvalu disparaîtront totalement d'ici à la fin du siècle, engloutis par la montée des eaux). Ce phénomène est l'une des conséquences du réchauffement climatique.
Les langues officielles sont le tuvaluan (langue vernaculaire) et l'anglais (langue administrative, comprise mais très peu parlée). Sur l'atoll de Nui, on parle le gilbertin.
Ce petit état-archipel a un taux de fécondité assez élevé (3 enfants par femme).
L'espérance de vie moyenne s'élève à 68,32 ans.
La population tuvaluane est assez jeune (près de 30 % de la population a moins de 15 ans).
96 % de la population est d'origine polynésienne ; 4 % d'origine micronésienne.
Les Tuvaluans sont majoritairement chrétiens, puisque 97 % d'entre eux sont membres de l'Église des Tuvalu (une église protestante).

## Sources
1. ↑  Indicateurs du World-Factbook publié par la CIA.
2. ↑  Le taux de variation de la population 2018 correspond à la somme du solde naturel 2018 et du solde migratoire 2018 divisée par la population au 1er janvier 2018.
3. ↑  Indicateurs du World-Factbook publié par la CIA.
4. ↑  L'indicateur conjoncturel de fécondité (ICF) pour 2018 est la somme des taux de fécondité par âge observés en 2018. Cet indicateur peut être interprété comme le nombre moyen d'enfants qu'aurait une génération fictive de femmes qui connaîtrait, tout au long de leur vie féconde, les taux de fécondité par âge observés en 2018. Il est exprimé en nombre d’enfants par femme. C’est un indicateur synthétique des taux de fécondité par âge de 2018.
5. ↑  Indicateurs du World-Factbook publié par la CIA.
6. ↑   Le taux de natalité 2018 est le rapport du nombre de naissances vivantes en 2018 à la population totale moyenne de 2018.
7. ↑  Indicateurs du World-Factbook publié par la CIA.
8. ↑   Le taux de mortalité 2018 est le rapport du nombre de décès, au cours de 2018, à la population moyenne de 2018.
9. ↑  Indicateurs du World-Factbook publié par la CIA.
10. ↑  Le taux de mortalité infantile est le rapport entre le nombre d'enfants décédés à moins d'un an et l'ensemble des enfants nés vivants.
11. ↑  L'espérance de vie à la naissance en 2018 est égale à la durée de vie moyenne d'une génération fictive qui connaîtrait tout au long de son existence les conditions de mortalité par âge de 2018. C'est un indicateur synthétique des taux de mortalité par âge de 2018.
12. ↑  L'âge médian est l'âge qui divise la population en deux groupes numériquement égaux, la moitié est plus jeune et l'autre moitié est plus âgée.
13. ↑  « Les naufragés de l'archipel de Tuvalu », sur Le Monde
14. ↑  « Le réchauffement n’engloutira pas les îles Tuvalu, mais… », sur Courrier international

- Statistique de la CIA
- Statistique  de l’ONU